# Ikuti
Ikuti ist ein Verwaltungsbezirk (Ward) des Distrikts Rungwe in der tansanischen Region Mbeya. Er grenzt im Süden und im Westen an den Distrikt Ileje, im Norden an den Bezirk Lupepo, im Osten an die Bezirke Iponjola, Lufingo und Malindo und im Südosten an Kisondela.

## Geografie
Ikuti liegt im Südwesten von Tansania westlich der Distrikthauptstadt Tukuyu. Er gehört zur Mittellandzone des Distrikts, in dem es 800 bis 2200 Millimeter im Jahr regnet. Die Fläche des Bezirks umfasst 80 Quadratkilometer und bei der Volkszählung 2022 lebten hier 14.884 Menschen in 3764 Haushalten.

## Geschichte
Bei der Volkszählung 2002 lebten 12.832 Menschen im Bezirk. Danach wurde Makandana abgespalten, sodass die Einwohnerzahl auf 5960 im Jahr 2012 sank. Bis 2022 ging sie weiter auf 4638 zurück.

## Gliederung
Der Bezirk besteht aus sechs Gemeinden (Mtaa) mit 29 Orten (Kitongoji):
| Lyenje - Lyenje - Ijugwe - Kezalia - Mwantondo - Kimomo - Kitapwa | Ibungu - Kipya - Ibungu - Makata - Meega | Ikuti - Ikuti - Kinyika - Butonga - Lupupu - Mabale - Butumba - Ibula - Kagisa | Lumbe - Lumbe - Nsanga | Kyobo - Matale - Igembe - Kyobo Chini - Isuga - Kitolo - Ng'enge | Kyobo Juu - Kyobo Kati - Kyobo Juu - Lubemba |

## Wirtschaft und Infrastruktur
- Landwirtschaft: Die wichtigsten Anbauprodukte sind Avocado, Tee, Kaffee, Kardamom, Mais, Mango, Bohnen, Bananen und Erdnüsse.[4]
- Bildung: Die Ikuti Secondary School bildet Jugendliche bis zur 4. Stufe aus.[9]
- Gesundheit: Das Gesundheitszentrum Ikuti behandelt ambulante und stationäre Patienten.[10] In Kyobo befindet sich eine staatliche Apotheke.[11]